# Басейн Дніпра
Басейн Дніпра — водозбір річки Дніпро з загальною площею 531 817 км², з яких 289 000 км² знаходяться на території України. 
Область водозбору Дніпровського басейну межує з басейном російської річки Волги на північному сході, з басейном річки Сіверський Донець на сході та з кількома невеликими водосховищами на південному сході, які впадають в Азовське море. Південний край водозбірної зони межує з іншими невеликими водосховищами, річки яких впадають у Чорне море. На півдні водозбірної зони, на заході від міста Херсон, річка проходить естуарій Дніпровсько-Бузький лиман по якому річка впадає в Чорне море. На південному заході водозбірної зони річка також межує з басейном Піденного Бугу, який, в тому числі, є частиною його водозбірної зони. На заході Дніпро перетинається з басейном річки Вісла. А на північному заході зона його водозбору межує з басейнами річок Німан та Західної Двіни. 
Найяскравішими та найбільшими річками басейну є Дніпро із загальною довжиною 2201 км та Десна із довжиною 1130 км. 
З давно заселених основних українських земель лише Галичина, західна частина Волинської землі й Закарпаття лежать за межами Дніпровського басейну. 
У басейні Дніпра протікає 15 380 малих річок або ж близько 25 % від їх загальної кількості в Україні. Сумарна їхня довжина — 67 156 км, із них річок, довжиною 10 км і більше — 13 998 із сумарною протяжністю 35 041 км.

## Геоморфологія
Басейн Дніпра належить до геоморфологічного району Східноєвропейської рівнини.

### Ландшафт водозбору
Територія водозбору розташована на:
- Валдайська височина - верхів'я Волги, Дніпра

- Смоленська височина - верхів'я Москви (річка), Десни

- Білоруське пасмо - верхів'я Німану, Бересту

- Подільська височина - верхів'я Південного Бугу

- Донецька височина - без великих річок

- Придніпровська височина - верхів'я Інгульця, Інгулу.

### Геологічна будова

#### Білорусь
Басейн Дніпра знаходиться у західній частині давньої Східноєвропейської рівнини, яка має двоярусну будову. Фундамент має кристалічну структуру ранньої архаїко-протерозойської ери, яка складається з метаморфічних та магматичних порід. Над фундаментом розташований чохол, який складається з різних осадових порід.
Гірські породи представлені гранітним валуном у Вітебську, Мікашевичах, с. Осниця та річці Брагінка.

#### Україна
Від міста Лоєв до Київського водосховища Дніпро тече в дуже широкій долині зі схилами, що непомітно зливаються з прилеглою місцевістю. У північній частині Київського водосховища ширина долини досягає декількох десятків кілометрів, зливаючись з навколишніми болотами і долиною річки Прип'ять. Біля села Лютіж і нижче правий схил досягає висоти 30-50 м і долина річки значно звужується, а у місті Вишгород і селі Межигір'я правий схил щільно підходить до водосховища. Нижче гирла Десни долина Дніпра дуже широка.
Водозбір Дніпра розташований на Українському кристалічному щиті, а також на Дніпровсько-Донецькій западині. Ці дві тектонічні плити змінюють геологічну будову і літологічний склад басейну.